# Акимов, Леонид Афанасьевич
Леонид Афанасьевич Акимов (1937—2017) — советский и украинский астроном, специалист по физике Луны, ведущий научный сотрудник Харьковской обсерватории, лауреат Премии НАН Украины имени Н. П. Барабашова.

## Биография
Основные научные исследования Акимова связаны с Луной. Он теоретически и экспериментально исследовал оптические свойства лунной поверхности, изучал морфологию и геологию Луны, создал каталог оптических свойств 255 участков лунной поверхности. Автором формулы Акимова для рассеяния света, которая применима к поверхностям Луны и других небесных тел.
В результате проведённых под руководством Акимова исследований солнечных затмений был найден максимум излучения в линии гелия D3 в области температурного минимума в атмосфере Солнца и разработана неоднородная модель солнечных факелов.
Акимов собственноручно создал ряд астрономических приборов, которые использовал в своих исследованиях.

## Награды и звания
- Премия НАН Украины имени Н. П. Барабашова[укр.] (2013)